# Pentobesa roberto
Pentobesa roberto är en fjärilsart som beskrevs av Dyar 1909. Pentobesa roberto ingår i släktet Pentobesa och familjen tandspinnare. Inga underarter finns listade i Catalogue of Life.